# 豆津橋
豆津橋（まめづばし）とは、福岡県久留米市と佐賀県みやき町の間を流れる筑後川にかかる国道264号の橋である。

## 概要
久留米市とみやき町・佐賀市方面を結ぶ。約1.4km上流に長門石橋、約1.8km下流に筑後大堰管理橋が位置する。
県境を跨ぐ橋であり、親柱には両県の県木や県鳥をあしらわれ、歩道には久留米絣や佐賀錦のデザインを取り入れたカラー舗装が施されている。
国道264号は豆津橋と久留米市中心部を通過するが、久留米市内・豆津バイパス区間の4車線が豆津橋の直前から2車線に減少する。さらに、大石町はバスの通行量も多く、佐賀方面から久留米方面へ向かう車が多い。このために、豆津橋では渋滞が慢性化している。

## 歴史
渡し舟が利用されていたこの付近で初めて橋が掛けられたのが1899年（明治32年）、常設舟橋で増水時には撤去していた。その後2代目として、幅4.5m、長さ355mの大きな木製の常設橋が掛けられたが、1921年（大正10年）の洪水で流失。工期4年をかけて1932年（昭和7年）に3代目の鉄筋コンクリート橋が完成した。この橋は長さ350m、幅6m、最大径間30m、また日本国内でも最初期のコンクリートゲルバー橋であった。建設費は189万円に上った（工期4年・2県分担のため参考だが、昭和7年度の佐賀県予算710万円の4分の1に相当する。）。
交通量の増加と老朽化のため、現在の4代目が1988年に着工、1993年（平成5年）に竣工した。完成した橋は長さ355m、2車線歩道付きの幅11m。将来の拡幅として4車線分に当たる幅23mを想定し、橋脚は4車線分の幅で建設されている。
4代目竣工後、久留米市側のバイパス道路として、豆津橋から直進するルートに全線4車線の豆津バイパスの建設が進められ、2012年に開通した。国道指定区間もバイパスの松ヶ枝町交差点を経由し広又通りに至るルートに変更。大石町を蛇行しJR久留米駅南を通り明治通りにつながる旧道は、市道と県道753号に指定替えとなった。

## 交差する道路
- みやき町側（十字路）
  - 佐賀県道22号北茂安三田川線
  - 佐賀県道・福岡県道145号江口長門石江島線
- 久留米市側（T字路）
  - 福岡県道47号久留米城島大川線